# Charlotte de Dohna-Leistenau
La comtesse Friederike Charlotte Antoinette de Dohna-Schlodien en Leistenau (allemand : Friederike, Burggräfin und Gräfin zu Dohna-Schlodien in Leistenau) (3 juillet 1738 – 21 avril 1785 ou 21 avril 1786) est une noble allemande.

## Biographie
Elle est née à Königsberg, en Prusse, le 3 juillet 1738. Elle était la fille du comte Albert-Christophe de Dohna-Leistenau (ca) et de sa troisième épouse la princesse Sophie-Henriette de Schleswig-Holstein-Sonderbourg-Beck (la première épouse étant la comtesse Amélie Elisabeth de Lippe-Detmold et la deuxième la comtesse Dorothée Sophie de Solms-Braunfels). Elle épouse son cousin le duc Charles-Antoine-Auguste de Schleswig-Holstein-Sonderbourg-Beck (1727-1759) à Königsberg, le 30 mai 1754.
Ils ont un seul enfant, le duc Frédéric-Charles-Louis de Schleswig-Holstein-Sonderbourg-Beck.
Elle est la descendante des Oxenstierna, une famille des plus importantes familles nobles de Suède, et également du roi médiéval Charles VIII de Suède (Karl Knutsson Bonde). Elle est l'ancêtre des rois de Norvège, de Danemark, de Grèce, de Belgique, du Royaume-Uni et d'Espagne.
Son premier mari est mort en 1759 des blessures subies lors de la bataille de Kunersdorf. Elle se remarie au comte Friedrich Detlev von Moltke, son deuxième mari, le 21 mai 1777. Ils n'ont pas d'enfant.